# Grimstad
Grimstad er en by og kystkommune i Agder fylke i Norge. Kommunen grænser til Arendal i øst, Froland og Birkenes i nord og Lillesand i vest. 1. januar 1971 blev Fjære kommune og Landvik kommune indlemmet i Grimstad ved en kommunesammenlægning, og folketallet øgedes fra 2 788 til 11 764.
Oprindelig hed stedet Grømstad efter gården Grøm, der i sin tur fik sit navn fra elven Gró(a) (= [elven som] gror/vokser). Andet led er fra norrønt stǫð (= landingsplads). 
I nutiden præges Grimstads bymidte stadig af ældre hvide træhuse og brostensbelagte gader fra før bilismens tid.
Grimstads bymidte er omgivet af fem høje: Binabben (med udsigt over byen), Kirkeheia, Fløyheia, Møllerheia og Vardeheia. Kommunen har også en skærgård med mange små og store øer. Grimstad er den norske by, som befinder sig nærmest Danmark, (Hirtshals), 62,5 sømil.
Grimstad har flere beskyttede naturområder med gode turmuligheder, som f. eks Marivold, Hasseltangen og Søm-Ruakerkilen.
Grimstad ligger i sin helhed i det sydnorske grundfjeldområde. Bjerggrunden i et bælte langs kysten og i hele den vestlige del af kommunen, vest for søen Syndle, består hovedsagelig af granit. Forskellige til dels stærkt omdannede sedimentære og vulkanske bjergarter, overvejende gneis, dominerer i resten af kommunen. Mod Skagerrak er det en typisk skærgårdskyst; denne går længere ind over i et småkuperet hedelandskab med med højder op til 361 moh nær grænsen til Froland og Birkenes i nord. Kommunen har store sammenhængende indsø-områder nær kysten. Af kommunens areal er 10 procent søer og elve. 5 procent er dyrket og 74 procent er skov. Skoven dominerer den nordlige del af kommunen. Løseaflejringer med dyrket jord findes i de lavereliggende områderne, særlig rundt om de store indsøer langs kysten.

## Erhvervsliv
Af Grimstads arbejdspladser udgør industrien 10 procent, 19 procent inkluderer bygge- og anlægsvirksomhed/kraft- og vandforsyninger (2014).
Værkstedindustrien er den største branche med 52 procent af industriens ansatte (2013). Denne industri er hovedsagelig rettet mod offshore- skibsindustrien, men der er også bådebyging og mekanisk industri. Andre vigtige brancher er trævare- og næringsmiddelindustrien med henholdsvis 18 og 15 procent af industriens beskæftigede. Sidstnævnte præges af frugt-, bær- og grøntsagskonservering og produktion af eddike.
Grimstad er fylkets vigtigste landbrugskommune. Der er mange gartnerier og der drives et alsidig husdyrbrug. Der drives også lidt fiskeri i kommunen, særligt af skaldyr.

## Historie
Fra Dømmesmoen til Vik er der fundet mange fortidsminder fra folkevandringstiden og vikingtiden, og det er derfor sandsynligt at der lå en kaupang inderst i Vikkilen.
I middelalderen var området et stort fiskerleje med et stærkt internationalt handelsnetværk. Byen er nævnt i 1528, og skal være afmærket på hollandske kort i begyndelsen af det 17. århundrede. I 1791 blev Grømstad ladested.
I 1811 stod slaget på Grømstad havn, Et skib som skulle fragte varer fra Bergen til Flensborg blev opdaget af den engelske fregat Venus udenfor Homborsund. Skibe søgte dækning i Grimstad havn. I Grimstad blev der mobiliseret styrker med både kanoner og geværer og Venus blev forhindret i tage tage skibet. Der skal have været soldater stationeret på Hesnes under Napoleonskrigene (1803-1815).
Grømstad havde flere gange forgæves søgt danskerne om at få købstadsrettigheder. Men da Grømstad 1814 blev en del af Sverige, ændrede forholdene sig. Der blev sendt en forespørgsel til svenskerne om at få købstadsrettigheder. Karl 13. af Sverige underskrev at ladestedet skulle få navnet Grimstad, grunden var at det var en skrivefejl i dokumenterne, som omgjorde Grømstad til Grimstad. 1816 blev byen Norske købstad.
Det er flere kanonstillinger og bunkere som er bevaret efter 2. verdenskrig da tyskerne indtog Grimstad, blandt andet i Marivold og Fevik.
Omkring 1870 var der mange skibsværfter i området.
Grimstad havde tidligere en jernbanestation, hvor der nu er bygget bibliotek og park på området som var kendt som rutebilstationen. Grimstadbanen gik fra Grimstad til Rise Station, (hvor den var koblet sammen med Treungenbanen). Banen blev åbnet i 1907, og nedlagt i 1961.

## Kommunens bygder
- Byen Arendal ligger i kommunerne Arendal og Grimstad har ca. 43.500. 6.109 af dem bor i Grimstad kommune.
- Fevik (også kaldt Fevig) ligger mellem Arendal og Grimstad. Bygden har badestrand og overnatningsmuligheder. Fylkesvei 420 går gennem området. Stedet har mange fortidsminder fra folkevandringstiden og fremover. På Feviktoppen ligger mange gravhøje fra tidlig vikingtid. Samfundet har har altid været præget av landbrug og sørelateret virksomhed. Fra midten af 1800-tallet blev der etableret mindre handels- og industribedrifter. Senere kom der også virksomheder knyttet til turismen.
- Hesnes ligger på en halvø lige udenfor for Grimstad by. Hesnes blev en del af Grimstad kommune i 1971. I ligger gårdene Øvre og Nedre Hesnes. I nutiden har har Hesnes flere hus. Hesnes skole var en kommunal skole i Hesnes fra 1870erne til den blev nedlagt i 2003; efter at den kommunale skolen blev nedlagt blev skolebygningen overtaget af privatskolen Hesnes Montessoriskole. I Hesnes ligger også Hesnes bedehus og den kristne kostskole Drottningborg videregående skole.
- Jortveit med ca. 1000 indbyggere ligger ca. 14 kilometer sydvest for Grimstad. udhavnen Homborsund er en del af bygden Jortveit. Med kun 114 km afstand til Hirtshals er Homborsund den del af Norge med kortest afstand til Danmark.
- Reddal ca. 10 kilometer vest for Grimstad med ca. 330 indbyggere mennesker, er kendt for at være et frugtbart landbrugsområde, og man ønsker at begrænse tilflytningen ved at ikke åbne for bygning af boliger. Søen

Reddalsvannet er fredet som naturreservat i Reddal. Den er fredet på grund af den store fuglebestand. Søen har forbindelse med den 3 kilometer lange kanal Reddalskanalen og søen Landvikvannet. Kanalen blev anlagt i 1877, for at få et større markareal. Bygden er også kendt for Lundesanden, som er en sandstrand i vestenden af søen Syndle.
- Flere af bygningerne i Dømmesmoen er nu fredet.
- Ranvig ved Fevik
- Udhavnen Homborsund
- Reddal med Einerfjellet øverst til venstre.

## Kommunens øer
Selskabet for Grimstad Bys Vel har købt mange af øerne og holmene og udlagt dem som fritidsområder.
- Bjorøya ligger nordøst for Kjekstadneset i Homborsund, og har et areal på ca. 300 dekar, højeste punkt er 33 moh. Øen var tidligere beboet hele året, men bebyggelsen bruges i dag som fritidsboliger. Den er stort set koncentreret på nord- og vestsiden af øen.
- Hesnesøya har et areal på ca. 0,54 km², højeste punkt er 28 moh. Bebyggelsen ligger overvejende på nordsiden af øen. Øen er kendt fra Henrik Ibsens digt «Terje Vigen»; den er model for Terjes hjemsted. Henrik Ibsens farfar forliste med skuden «Caritas» ved Teinedybet syd for Hesnesøya, og omkom sammen med hele mandskabet. Hesnesøya er et populært mål for bådturister om sommeren.
- Maløyene er tre holme i Grimstads skærgård; Store Maløya, Lille Maløya og Kalvøya, som nu er næsten landfast med Store Maløya. Maløyene er er overvejende udlagt som fritidsområde, og der er gode muligheder for fortøjning af både, adgang til mindre strandområder og toiletter.
- Hampholmen, også kendt som Store Hampholmen har et areal på ca. 66,4 dekar, og højeste punkt er 17,2 moh. Holmen er ubeboet. Holmen er et populært sted for både om sommeren.
- Teistholmen ligger ca. tre kilometer syd for Grimstad havn, helt ude mod havgabet, men på indersiden er der en sandstrand. Stranden har gjort Teistholmen til et populært udflugtsmål, særlig for børnefamilier. Hele holmen er udlagt til fritidsområde, og der er anlagt en gæstebro og toilet. Der udsættes geder om sommeren for at holde buskvegetationen nede. Holmen er på ca. 52 da, højeste punkt er 18,4 moh.
- Store Grønningen ved indsejlingen til Homborsund udenfor Grimstad, huser Homborsund fyr. Bygningerne ligger samlet oppe på holmen med en delvis indhegnet gårdsplads mellem husene.

- Bjorøya
- Hesnesøy
- Hampholmene og Maløyene midt i billedet
- Stranden på Teistholmen
- Store Grønningen med Homborsund fyr

## Seværdigheder
- Ibsen-museet holder til i huset som Henrik Ibsen boede og arbejdede i mens han var medhjælper hos apoteker Lars Nielsen. Museet åbnede i 1916.
- Grimstad Sjøfartsmuseum ved Vikkilen i Hasseldalen i Grimstad, har moderne udstillinger og museumsbutik. Lige udenfor museet er der en bådebro og badetrappe. Udstillingerne belyser hvor vigtig havet har været for menneskene i regionen. Rundvisninger for grupper kan bestilles hele året
- Amfi Fjæreheia er et friluftsteater i et tidligere stenbrud. Siden 1993 har Fjæreheia været skueplads for både Ibsens dramatik og rockmusicaler. Agder teater købte stenbruddet i 1995, og i 1999 stod et nyt tribuneanlæg med 985 sædepladser færdig. Stenbruddet er en udendørs scene med god akustik, og ligger ca. 2 km fra Fjære kirke
- Dømmesmoen er en gård sydvest for Raet nasjonalpark. Gården var i 1900-tallet en gartnerskole, og tilhører i dag Universitetet i Agder og bruges til en række formål foruden at at være et tur- og rekreationsområde. Norsk Hagebruksmuseum holder til i lokaler på Dømmesmoen. Ude i parken er der anlagt en apotekerhave med medicinske urter. Her er også haven Tusenårshagen, med en samling gamle have- og nytteplanter. I parken befinder der sig også grave fra jernalderen, stenkredse og bautasten
- Homborsund fyr på Store Grønningen ved Homborøya blev oprettet som kystfyr i 1879, automatiseret i 1987 og ubemandet fra 1992. Der er ca. 10 km. fra Homborsund brygge ud til fyret. Man kan sejle ud til øen med sin egen båd, eller kontakte Grimstad Taxibåt
- Fjære kirke er en stenkirke fra omkring 1150. I Henrik Ibsens digt Terje Vigen er Terje gravlagt på Fjære kirkegård
- Eide Kirke er en korskirke fra 1795. Fund af ældre bygningsrester under den nuværende kirke viser at den ældste kendte bygning var en stavkirke
- Landvik kirke, vest for Grimstad, er en korskirke i træ fra 1824
- Grimstad kirke er en korskirke fra 1881 i træ. Kirken har glasmalerier fra 1927, produceret af det franske firmaet «Le Vitrail d´art» Maumejean freres i Paris

## Kendte personer med tilknytning til Grimstad kommune
Tre af Norges mest kendte forfattere har boet her:
- Henrik Ibsen boede i Grimstad fra 1844 til 1850 som apotekerlærling, før han flyttede til Oslo for at studere. Museet Ibsenhuset var hans bolig fra 1847.
- Knut Hamsun boede på gården Nørholm fra 1918 og døde der i 1952. Han fik Nobelprisen i litteratur i 1920.
- Herman Wildenvey boede i Grimstad i sine ungdomsår.

Derudover har følgende personer tilknytning til Grimstad:
- Sverre Hassel flyttede til Grimstad og blev toldbetjent. Hassel var en af de 5 første, der nåede Sydpolen sammen med Roald Amundsen.
- Roald Dahl ferierede ofte hos sine bedsteforældre på Fevik og boede ofte på Strand Hotell.

|  |

## Venskabsbyer
- Finland Asikkala
- Danmark Grindsted
- Sverige Köping